# Concilio de Zaragoza (380)
El concilio Caesar-Augustanum se celebró en Zaragoza el 4 de octubre del año 380, tenido por 12 Obispos de Aquitania presidido por Delfín de Burdeos, contra los Priscilianistas, que formaban una secta de los errores de los Gnósticos, de los Maniqueos y de los Sabelianos. 

## Motivo del Concilio
Esta herejía tuvo por autor a uno llamado Marco, nacido en Memphis, en Egipto, gran Mágico y discípulo de los Maniqueos. Los Dogmas de los Priscilianistas eran una mezcla de todo género de errores pero particularmente de las de los Maniqueos y de los Gnósticos. Sobre la Trinidad seguían a los Sabelianos, enseñando que el Padre, el Hijo y el Espíritu Santo no eran más que una Persona. Creían con Paulo de Samosata y Foltino que Jesucristo no había existido antes de nacer de la Virgen. No creían , como Marcion y Maniqueo, que hubiese tomado verdaderamente una Naturaleza humana y eran enemigos de la Cruz y de la Resurrección. 
Decían:
- que el Diablo había salido del caos y de las tinieblas eternas y que no procedía de nadie
- que era el principio del mal
- que era el dueño de los truenos, de los rayos, de las tempestades
- que las almas eran de la Naturaleza Divina y suponían que habían pecado en el Cielo
- que a causa de esto, cayeron a la tierra entre las manos de diversos Príncipes y de varias Potencias del aire, que las encerraron en los cuerpos.

Estos Príncipes eran el mismo Demonio, le atribuian la formación del hombre, de lo que procede que aborrecían el uso del Matrimonio. Prohibían comer carne de animales como de una cosa impura y no querían creer ta resurrección de la carne. 
San Agustín llama a Prisciliano un impío, condenado por herejías y delitos horribles. Sus misterios no eran menos infames que los de los Maniqueos que excedían todo lo que se podía imaginar pero tenían cuidado de ocultarse. Prisciliano, que ha dado el nombre a esta secta, era de ilustre nacimiento y tenía muchos bienes. Con un genio vivo y elocuente, su facilidad en explicarse y en disputar era mucha pero extrema su vanidad y  bueno su conocimiento de las ciencias humanas. Dejándose sorprender de la doctrina de Marco y de Elpidio, atrajo a otros muchos con sus discursos artificiosos y con sus halagos, pero las mujeres principalmente aumentaron el número de sus discípulos. En poco tiempo, se halló extendida por toda España esta herejía.

## Celebración del Concilio
Esta se formó por el año 379 y tomó el nombre de su autor. Algunos Obispos se dejaron llevar de ella y entre otros, Instancio y Salviano, Idacio, Obispo de Mérida, en Lusitania emprendió la causa de la Iglesia con un gran celo pero por falta de prudencia y estrechando a Instancio y a los demás sin moderación, aumentó el mal, más que detenerlo. Después de muchas disputas entre Idacio y los Priscilianistas, juntándose los Obispos de Aquitania con los de España el año 380, se trató en este Concilio el asunto de los Priscilianistas. Se ignoran las particularidades que pasaron en él pero se sabe que estos herejes no se atrevieron a presentar al juicio de los Obispos. Y a pesar de esto, no impidió su ausencia que fuesen condenados por el Concilio y principalmente Instancio y Salviano Obispos, Prisciliano y Elpidio, Seculares. También fue excomulgado Higinio de Córdoba. Ithacio tuvo orden de publicar por todas partes el Decreto de los Obispos pero Instancio y Salviano, lejos de sujetarse a esta sentencia, alzaron el Estandarte de la revolución, estableciendo a Prisciliano, por Obispo de Ávila. 
No tenemos más que un fragmento de este Concilio, donde se ven los nombres de doce Obispos y contiene ocho Cánones. Por el tercero, consta que se reciba en la Iglesia la Eucaristía, sin permitir que la llevasen a sus casas como antes se permitía.